# Do Flisara
Do Flisara – część wsi Dobra w Polsce, położona w województwie małopolskim, w powiecie limanowskim, w gminie Dobra.
W latach 1975–1998 Do Flisara administracyjnie należało do województwa nowosądeckiego.